# Pseudosyrtis subterranea
Pseudosyrtis subterranea är en plattmaskart som först beskrevs av Ax 1951, och fick sitt nu gällande namn av Ax 1955. Pseudosyrtis subterranea ingår i släktet Pseudosyrtis och familjen Otoplanidae. Arten är reproducerande i Sverige. Inga underarter finns listade i Catalogue of Life.